# Kunapipi
Kunapipi eller Gunabibi är i Oceaniens mytologi i norra och västra Australien en moders- och fruktbarhetsgudinna.
Kunapipi kallas "den gamla kvinnan" och ses som mänsklighetens ursprung. I konsten framträder hon ofta tillsammans med sin make blixten som brukar gestaltas som en orm.